# Bulbine
Bulbine (lat. Bulbine nom. cons.), rod jednogodišnjeg bilja, trajnica i grmova iz porodice čepljezovki. Postoji 82 priznate vrste raširene po Africi i Australiji. Žive kao geofiti i hemikriptofiti,

## Vrste
1. Bulbine abyssinica A.Rich.
2. Bulbine alata Baijnath
3. Bulbine alooides (L.) Willd.
4. Bulbine alveolata S.A.Hammer
5. Bulbine angustifolia Poelln.
6. Bulbine annua (L.) Willd.
7. Bulbine asphodeloides (L.) Spreng.
8. Bulbine bachmannii Baker
9. Bulbine bruynsii S.A.Hammer
10. Bulbine bulbosa (R.Br.) Haw.
11. Bulbine capensis Baijnath ex G.Will.
12. Bulbine capitata Poelln.
13. Bulbine cepacea (Burm.f.) Wijnands
14. Bulbine coetzeei Oberm.
15. Bulbine crassa D.I.Morris & Duretto
16. Bulbine cremnophila van Jaarsv.
17. Bulbine dactylopsoides G.Will.
18. Bulbine dewetii van Jaarsv.
19. Bulbine diphylla Schltr. ex Poelln.
20. Bulbine disimilis G.Will.
21. Bulbine erectipilosa G.Will.
22. Bulbine erumpens S.A.Hammer
23. Bulbine esterhuyseniae Baijnath
24. Bulbine fallax Poelln.
25. Bulbine favosa (Thunb.) Schult. & Schult.f.
26. Bulbine fistulosa Chiov.
27. Bulbine flexicaulis Baker
28. Bulbine flexuosa Schltr.
29. Bulbine foleyi E.Phillips
30. Bulbine fragilis G.Will.
31. Bulbine francescae G.Will. & Baijnath
32. Bulbine frutescens (L.) Willd.
33. Bulbine glauca (Raf.) E.M.Watson
34. Bulbine haworthioides B.Nord.
35. Bulbine inamarxiae G.Will. & A.P.Dold
36. Bulbine inflata Oberm.
37. Bulbine lagopus (Thunb.) N.E.Br.
38. Bulbine lamprophylla Will.
39. Bulbine latifolia (L.f.) Spreng.
40. Bulbine lavrani G.Will. & Baijnath
41. Bulbine lolita S.A.Hammer
42. Bulbine longifolia Schinz
43. Bulbine louwii L.I.Hall
44. Bulbine macrocarpa (Baijnath) Boatwr. & J.C.Manning
45. Bulbine margarethae L.I.Hall
46. Bulbine meiringii van Jaarsv.
47. Bulbine melanovaginata G.Will.
48. Bulbine mesembryanthemoides Haw.
49. Bulbine migiurtina Chiov.
50. Bulbine minima Baker
51. Bulbine monophylla Poelln.
52. Bulbine muscicola G.Will.
53. Bulbine namaensis Schinz
54. Bulbine narcissifolia Salm-Dyck
55. Bulbine navicularifolia G.Will.
56. Bulbine ophiophylla G.Will.
57. Bulbine pendens G.Will. & Baijnath
58. Bulbine pendula Keighery
59. Bulbine praemorsa (Jacq.) Spreng.
60. Bulbine quartzicola G.Will.
61. Bulbine ramosa van Jaarsv.
62. Bulbine retinens van Jaarsv. & S.A.Hammer
63. Bulbine rhopalophylla Dinter
64. Bulbine rupicola G.Will.
65. Bulbine sedifolia Schltr. ex Poelln.
66. Bulbine semenaliundata G.Will.
67. Bulbine semibarbata (R.Br.) Haw.
68. Bulbine spongiosa van Jaarsv.
69. Bulbine stolonifera Baijnath ex G.Will.
70. Bulbine striata Baijnath & Van Jaarsv.
71. Bulbine succulenta Compton
72. Bulbine suurbergensis van Jaarsv. & A.E.van Wyk
73. Bulbine tecta G.Will.
74. Bulbine thomasiae van Jaarsv.
75. Bulbine torsiva G.Will.
76. Bulbine torta N.E.Br.
77. Bulbine triebneri Dinter
78. Bulbine truncata G.Will.
79. Bulbine vagans E.M.Watson
80. Bulbine vitrea G.Will. & Baijnath
81. Bulbine vittatifolia G.Will.
82. Bulbine wiesei L.I.Hall

## Sinonimi
- Blephanthera Raf.
- Bulbinopsis Borzí
- Jodrellia Baijnath
- Nemopogon Raf.
- Phalangium Möhring ex Kuntze